# Alexander Baring, I barone Ashburton
Alexander Baring, I barone Ashburton (Londra, 27 ottobre 1774 – Longleat, 12 maggio 1848), è stato un politico e diplomatico britannico.

## Biografia

### Origini familiari
Era il secondo figlio di Sir Francis Baring, I baronetto, e di sua moglie, Harriet Herring. Discendeva da una famiglia di origine tedesca.
Infatti suo nonno, Johann Baring, originario di Brema, sposato con la figlia di un droghiere di Exeter, era emigrato in Inghilterra nel 1717, divenendo un attivo mercante e produttore di tessuti. Suo figlio, Francis Baring, I baronetto Baring, aveva fondato con il fratello John la Baring Brothers & Co., che in pochi anni moltiplicò il proprio capitale.

### Carriera politica e diplomatica
Il giovane Alexander dapprima lavorò come rappresentante della sua casa bancaria, agendo per reperire fondi e proprietà terriere negli Stati Uniti. Successivamente, datosi alla carriera politica, nel 1806 fu eletto deputato alla Camera dei comuni, militando nel partito conservatore dei Tory. Rimase in Parlamento quasi trent'anni, venendo eletto in vari collegi: per Taunton dal 1806 al 1826, per Thetford dal 1831 al 1832 e, dopo la riforma elettorale del 1832, per la circoscrizione del Nord Essex dal 1834 al 1835.
Nel 1810, alla morte del padre, rilevò la guida della casa bancaria di famiglia, di cui era socio azionario da tre anni. Nel Parlamento britannico Baring si occupò soprattutto di questioni economiche e finanziarie, opponendosi, nel 1812, alle restrizioni commerciali che il governo inglese aveva adottato verso gli Stati Uniti a causa della guerra del 1812 tra i due Paesi.
Avversario di ogni interferenza governativa nella sfera economica del Paese, il deputato inglese si oppose nel 1815 ai dazi doganali sui cereali (i cosiddetti Corn Laws) e facendosi portatore, nel 1820, della Merchant Petition, per protestare contro la politica economica del governo e ottenere un indirizzo improntato al liberismo.
Per le sue competenze Baring fu nominato Cancelliere dello Scacchiere nel progettato ministero di Wellington (17 novembre - 9 dicembre 1834), per poi divenire presidente del Board of Trade nel gabinetto di Robert Peel. Il 10 aprile 1835 ottenne dal re Guglielmo IV del Regno Unito il titolo di I barone di Ashburton.
Nel 1842 il barone Ashburton fu inviato dal governo britannico in America settentrionale per trattare la questione del confine tra la colonia britannica del Canada e il Maine, stato membro degli Stati Uniti, ancora da definire. Le trattative sfociarono, il 9 agosto 1842, nella firma del Trattato Webster-Ashburton, così chiamato dai due firmatari, ossia Ashburton per l'Inghilterra e Daniel Webster, Segretario di Stato del presidente John Tyler, per gli Stati Uniti. L'accordo fissava definitivamente il confine meridionale tra Canada e Stati Uniti e impegnava i due contraenti a cooperare nella lotta contro il commercio di schiavi.
Assolto il suo compito con successo, Ashburton ritornò in patria dove, verso la fine della sua carriera, si oppose al liberoscambismo economico perseguito dal governo Peel, opponendosi alla legge bancaria del 1844 che limitava il potere degli istituti di credito di emettere banconote e potenziava la Banca d'Inghilterra. Morì infine a Longleat il 12 maggio 1848, a 73 anni.
Oltre che banchiere e politico, Alexander Baring fu anche uno studioso delle crisi finanziarie e commerciali e un eminente collezionista di pittura fiamminga, italiana e spagnola, i cui quadri aveva raccolto nella sua dimora londinese.

## Matrimonio
Sposò, il 23 agosto 1798 a Filadelfia, Ann Louise Bingham (1782–1848), figlia del politico statunitense William Bingham. Ebbero nove figli:
- William Baring, II barone Ashburton (1799 - 1864)[4];
- Francis Baring, III barone Ashburton (1800 - 1868);
- Harriet Baring (1804 - 1892), sposò Henry Thynne, III marchese di Bath[5];
- Frederick Baring (1806 - 1868), sposò Frederica Ashton ed ebbe figli[6];
- Anne Eugenia Baring (morta nel 1839), sposò Humphrey St John-Mildmay[6];
- Alexander Baring (1810 - 1832)[6];
- Arthur Baring (1818 - 1838)[6];
- Louisa Emily Baring (morta nel 1888)[6];
- Lydia Emily Baring (morta nel 1868)[6].

## Morte
Morì il 12 maggio 1848 a Longleat, Wiltshire. Sua moglie morì alcuni mesi dopo.